# 1 Gwardyjska Dywizja Piechoty
1 Gwardyjska Dywizja Piechoty (bułg. Първа гвардейска пехотна дивизия) – bułgarska dywizja z okresu walk Bułgarii z wojskami niemieckimi w czasie II wojny światowej.

## Historia
W dniu 9 września 1944 roku w Bułgarii doszło do zbrojnego przewrotu, w wyniku którego obalono rząd K. Murawiewa, a władzę przejął Front Ojczyźniany, który utworzył rząd na czele z Kimonem Georgiewem. W tym też dniu działacze Frontu Ojczyźnianego wysunęli propozycję utworzenie Gwardii Narodowej składającej się z ochotników, a która miała być przeciwwagą dla regularnej armii. Propozycja ta spotkała się z pozytywnym odzewem zarówno wśród członków ruchu oporu, jak również uczestników przewrotu. Propozycja ta stała się podstawą do tworzenia dywizji, w skład której mieli wejść ochotnicy – przede wszystkim: partyzanci, uczestnicy ruchu oporu, członkowie i zwolennicy Frontu Ojczyźnianego. 
Dywizję zaczęto organizować w Sofii; w jej skład weszły oddziały partyzanckie walczące z faszystowskimi rządami bułgarskimi, a także liczni uczestnicy przewrotu z września 1944. W krótkim czasie dywizja została zorganizowana, a jej dowódcą mianowano  gen. mjr Dimitar Popow, gen. mjr Sławczo Trynskiego, dowódcy oddziału partyzanckiego działającego w rejonie Sofii w latach 1942 – 1944. Dywizja składała się z czterech pułków piechoty i liczyła 7000 żołnierzy.
Początkowo brała udział w walkach przeciwko wojskom niemieckim na terenie Macedonii, po czym w listopadzie 1944 roku weszła w skład nowo utworzonej 1 Armii Bułgarskiej. Następnie w ramach 1 Armii wzięła udział w walkach przeciwko wojskom niemieckim na terenie Jugosławii w regionie Srem.
W styczniu 1945 roku została wycofana z frontu i rozformowana, jej żołnierzy i uzbrojenie rozdzielono pomiędzy jednostki regularnej armii bułgarskiej.

## Obsada personalna
- Dowódca dywizji –  gen. mjr Dimitar Popow, gen. mjr Sławczo Trynski
- Zastępca dowódcy dywizji – płk Zdrawko Georgiew